# Motilal Banarsidass
Motilal Banarsidass (MLBD) — індійський видавничий дім, заснований 1903 року, є найбільшим видавництвом літератури з індології та санскриту. Штаб-квартира видавництва розташована у Нью-Делі. 

## Діяльність
Motilal Banarsidass займається публікацією та розповсюдженням книжкових серій та монографій з індійських релігій, індійської філософії, культури, історії, мистецтва, архітектури, археології, літератури, музикознавства, йоги, астрономії, астрології та медицини. 
Станом на початок 2000-их років видавництво опублікувало понад 5000 різних книжок. Найвідоміші публікації видавництва: Пурани у 100 томах; «Священні книги Сходу» Макса Мюллера у 50 томах; «Bibliotheca Buddhica» у 30 томах; «Рамачарітаманаса» мовами хінді й англійською, «Ману-Смріті» у 10 томах та «Encyclopedia of Indian Philosophies» у 7 томах.

## Публікації
- Священні книги сходу (50 томів) під редакцією Макса Мюллера (передрук Oxford University Press);
- Індійська література Кав'я A. K. Вардера (10 томів, нині видано 6);
- Історія індійської філософії Сурендранатха Дасгупта (5 томів);
- Аспекти політичних ідей та інституції Стародавньої Індії Рама Шарана Шарми (п’яте виправлене видання, 2005)
- Шудри у Стародавній Індії: соціальна історія занепаду бл. 600 Рама Шарана Шарми (третє виправлене видання, Делі, 1990; передрук, Делі, 2002)
- Стародавня індійська традиція та міфологія (англійський переклад магапуран, нині видано 60 томів);
- Буддистська традиція Алекса Веймана (30 томів);
- Лінгвістична серія MLBD під редакцією Дханеша Джайна (10 томів);
- Lala Sundar Lal Jain Research Series під редакцією Даянанда Бхаргави (нині видано 10 томів);
- Адвайтська традиція Шоуна Хіно та K.П. Джога (нині видано 8 томів);
- Прикладне мистецтво під редакцією Фарлая П. Річмонда (нині видано 7 томів);
- Мудрість Санкари Сома Радж Гупти (2 томи);
- Каламуласастра (21 том);
- Bibliotheca Buddhica (30 томів) Сергій Ольденбург, Федір Щербатськой (передрук Санкт-Петербург)
- Енциклопедія індійської філософії (нині видано 7 томів);
- Пуранічна енциклопедія (1-ше англійське видання, Нью-Делі, 1975).